# Casino Santa Ana Star
El Casino Santa Ana Star (en inglés: Santa Ana Star Casino) es un casino de los nativos estadounidenses en el Pueblo de Santa Ana en Bernalillo, Nuevo México. El casino se encuentra a 10 millas (16 kilómetros) al norte de Albuquerque  en el 54 Jemez Canyon Dam Road, Santa Ana Pueblo, NM 87004 en el condado de Sandoval, en las coordenadas 35 ° 20'44 "N, 106 ° 31'24" Oeste. Santa Ana Star Casino fue fundado por los Tamaya en el Pueblo de Santa Ana y abrió en 1993 en conjunto con una tienda de tabaco al por menor. El Pueblo, nombrado Tamaya en el idioma nativo, se encuentra en 73.000 acres (295 km ²) de tierra en la reserva en el Valle del Río Grande.